# HD 217811
HD 217811 är en ensam stjärna belägen i den norra delen av stjärnbilden Andromeda, som också har variabelbeteckningen LN Andromedae. Den har en skenbar magnitud av ca 6,37 och kräver åtminstone en handkikare för att kunna observeras. Baserat på parallaxmätning inom Hipparcosuppdraget  på ca 2,1 mas, beräknas den befinna sig på ett avstånd på ca 1 580 ljusår (ca 490 parsek) från solen. Den rör sig närmare solen med en heliocentrisk radialhastighet på ca -11 km/s.

## Egenskaper
HD 217811 är en blå till vit stjärna i huvudserien av spektralklass B2 V. Den har en massa som är ca 1,3 solmassor och har ca 1 600 gånger solens utstrålning av energi från dess fotosfär vid en genomsnittlig effektiv temperatur av ca 18 100 K.
År 1979 rapporterades den blå magnituden av HD 217811 variera med ca 0,025 enheter med en period av 28 minuter. Sådan variabilitet var inte känd för någon klass av variabeler, men positionen i Hertzsprung-Russell-diagrammet på huvudserien (låg luminositet) i slutet av samma instabilitetsremsa som β Cephei-stjärnorna skulle utpeka radiella pulseringar i höga övertoner som den troliga orsaken. Uppföljningsstudier kunde inte observera samma snabba variationer, eller några signifikanta variationer i ljusstyrkan. HD 217811 lades dock till i the General Catalogue of Variable Stars som LN Andromedae.
Analys av Hipparcos fotometri visar variationer på ca 0,0059 magnitud med en huvudperiod på 3,25 dygn. Den statistiska tröskeln för dessa variationer ligger på en nivå som endast uppfylls av 0,01 procent av stjärnorna.
I Washington Double Star Catalog har HD 217811 en svag optisk följeslagare med en skenbar magnitud på 9,88, 7,5 bågsekunder från HD 217811. Separationen har ökat från 4,0 bågsekunder när den upptäcktes som en dubbelstjärna 1828.  De två stjärnorna delar samma Hipparcos-identifiering, HIP 113802, och har mycket liknande parallax och egenrörelse.